# Circonscription électorale de Lérida (Catalogne)
Ne doit pas être confondu avec Circonscription électorale de Lérida.
 (janvier 2025).
La circonscription électorale de Lérida est une circonscription électorale de la Catalogne. Elle correspond au territoire de la province de Lérida. Elle élit 15 députés lors des élections au Parlement de Catalogne et compte 313 743 électeurs inscrits en 2015.

Situation de la circonscription de Lérida.

## Élections au Parlement de Catalogne de 1980

### Résultats
Aux élections au Parlement de Catalogne de 1980, douze listes sont candidates dans la circonscription de Lérida. Le taux de participation est de 59,36 %.
| Rang  | Liste | Liste                                                    | Voix      | %       | Sièges |
| ----- | ----- | -------------------------------------------------------- | --------- | ------- | ------ |
| 1     |       | Convergence et Union (CiU)                               | +045 162, | 28,24 % | 5      |
| 2     |       | Centristes de Catalunya-UCD (ca) (CC-UCD)                | +037 405, | 23,39 % | 4      |
| 3     |       | Parti des socialistes de Catalogne (PSC)                 | +030 812, | 19,27 % | 3      |
| 4     |       | Esquerra Republicana de Catalunya (ERC)                  | +019 565, | 12,23 % | 2      |
| 5     |       | Parti socialiste unifié de Catalogne (PSUC)              | +016 968, | 10,61 % | 1      |
| 6     |       | Nacionalistes d'Esquerra (ca) (NE)                       | +002 880, | 1,80 %  | 0      |
| 7     |       | Fuerza Nueva (FN)                                        | +002 075, | 1,30 %  | 0      |
| 8     |       | Candidatura d'Unitat Popular pel Socialisme (ca) (CUPS)  | +001 070, | 0,67 %  | 0      |
| 9     |       | Partido Socialista de Andalucía-Partido Andaluz (PSA-PA) | +001 062, | 0,66 %  | 0      |
| 10    |       | Bloc d'Esquerra d'Alliberament Nacional (ca) (BEAN)      | +000765,  | 0,48 %  | 0      |
| 11    |       | Unitat Comunista (ca) (UC)                               | +000636,  | 0,40 %  | 0      |
| 12    |       | Falange Española de las JONS (FEJONS)                    | +000608,  | 0,38 %  | 0      |
| Total | Total | Total                                                    | 159 008   |         | 15     |

### Députés élus
Cinq listes sont représentées au Parlement de Catalogne.
| Liste | Liste                                | Rang                         | Nom                      |
| ----- | ------------------------------------ | ---------------------------- | ------------------------ |
|       | Convergence et Union                 | 1                            | Joan Oró Florensa        |
| 2     | Convergence et Union                 | Delfí Robinat Elías          |                          |
| 3     | Convergence et Union                 | Lluís Virgili Farra          |                          |
| 4     | Convergence et Union                 | Josep Borràs i Gené          |                          |
| 5     | Convergence et Union                 | Miquel Verdeny Enrich        |                          |
|       | Centristes de Catalunya-UCD          | 1                            | Pedro Roselló Esteban    |
| 2     | Centristes de Catalunya-UCD          | Francisco Javier Puig Andreu |                          |
| 3     | Centristes de Catalunya-UCD          | Josep Meseguer i Utgé        |                          |
| 4     | Centristes de Catalunya-UCD          | Juan Besa Esteve             |                          |
|       | Parti des socialistes de Catalogne   | 1                            | Pere Ayguadé i Ayguadé   |
| 2     | Parti des socialistes de Catalogne   | Francisco Craviotto Blanco   |                          |
| 3     | Parti des socialistes de Catalogne   | Joan M. Ganyet i Solé        |                          |
|       | Esquerra Republicana de Catalunya    | 1                            | Antonio Puigvert i Gorro |
| 2     | Esquerra Republicana de Catalunya    | Víctor Torres i Perenya      |                          |
|       | Parti socialiste unifié de Catalogne | 1                            | Pere Ardiaca Martí       |

## Élections au Parlement de Catalogne de 1984

### Résultats
Aux élections au Parlement de Catalogne de 1984, quinze listes sont candidates dans la circonscription de Lérida. Le taux de participation est de 64,60 %.
| Rang  | Liste | Liste                                                        | Voix      | %       | Sièges |
| ----- | ----- | ------------------------------------------------------------ | --------- | ------- | ------ |
| 1     |       | Convergence et Union (CiU)                                   | +102 839, | 57,72 % | 10     |
| 2     |       | Parti des socialistes de Catalogne (PSC)                     | +035 506, | 19,93 % | 3      |
| 3     |       | Alianza Popular-Partido Demócrata Popular-U.Libe (AP-PDP-UL) | +015 751, | 8,84 %  | 1      |
| 4     |       | Esquerra Republicana de Catalunya (ERC)                      | +010 171, | 5,71 %  | 1      |
| 5     |       | Parti socialiste unifié de Catalogne (PSUC)                  | +004 964, | 2,79 %  | 0      |
| 6     |       | CE Entesa dels Nacionalistes d'Esquerra (ca) (CE ENE)        | +002 913, | 1,63 %  | 0      |
| 7     |       | Partit dels i les Comunistes de Catalunya (ca) (PCC)         | +002 145, | 1,20 %  | 0      |
| 8     |       | Partit Lleidatà                                              | +000856,  | 0,48 %  | 0      |
| 9     |       | Unitat d'Aran (ca) (UA)                                      | +000787,  | 0,44 %  | 0      |
| 10    |       | Partit Socialdemòcrata de Catalunya (ca) (PSDC)              | +000328,  | 0,18 %  | 0      |
| 11    |       | Partit Socialista dels Treballadors (ca) (PST)               | +000312,  | 0,18 %  | 0      |
| 12    |       | Parti ouvrier socialiste internationaliste (POSI)            | +000242,  | 0,14 %  | 0      |
| 13    |       | Partit Obrer Revolucionari d'Espanya (ca) (PORE)             | +000173,  | 0,10 %  | 0      |
| 14    |       | Ligue communiste révolutionnaire (LCR)                       | +000136,  | 0,08 %  | 0      |
| 15    |       | Moviment Comunista de Catalunya (ca) (MCC)                   | +00 0000, | 0,00 %  | 0      |
| Total | Total | Total                                                        | 177 123   |         | 15     |

### Députés élus
Quatre listes sont représentées au Parlement de Catalogne.
| Liste | Liste                              | Rang                        | Nom                        |
| ----- | ---------------------------------- | --------------------------- | -------------------------- |
|       | Convergence et Union               | 1                           | Maria Rúbies Garrofé       |
| 2     | Convergence et Union               | Jaume Manel Oronich Miravet |                            |
| 3     | Convergence et Union               | Josep Borràs i Gené         |                            |
| 4     | Convergence et Union               | Francesc Guasch i Fernández |                            |
| 5     | Convergence et Union               | Miquel Montaña Carrera      |                            |
| 6     | Convergence et Union               | Josep M. Graells Forcada    |                            |
| 7     | Convergence et Union               | Jaume Aligué i Escudé       |                            |
| 8     | Convergence et Union               | Francesc X. Bada Amatller   |                            |
| 9     | Convergence et Union               | M. Pilar Busquets Medan     |                            |
| 10    | Convergence et Union               | Isidre Gavín i Valls        |                            |
|       | Parti des socialistes de Catalogne | 1                           | Pere Ayguadé i Ayguadé     |
| 2     | Parti des socialistes de Catalogne | Joaquim Nadal i Farreras    |                            |
| 3     | Parti des socialistes de Catalogne | Joan M. Ganyet i Solé       |                            |
|       | Alliance populaire                 | 1                           | Víctor Manuel Colome Farre |
|       | Esquerra Republicana de Catalunya  | 1                           | Víctor Torres i Perenya    |

## Élections au Parlement de Catalogne de 1988

### Résultats
Aux élections au Parlement de Catalogne de 1988, vingt listes sont candidates dans la circonscription de Lérida. Le taux de participation est de 61,21 %.
| Rang  | Liste | Liste                                                                | Voix      | %       | Sièges |
| ----- | ----- | -------------------------------------------------------------------- | --------- | ------- | ------ |
| 1     |       | Convergence et Union (CiU)                                           | +091 381, | 53,81 % | 9      |
| 2     |       | Parti des socialistes de Catalogne (PSC)                             | +039 144, | 23,05 % | 4      |
| 3     |       | Alliance populaire (AP)                                              | +010 487, | 6,18 %  | 1      |
| 4     |       | Esquerra Republicana de Catalunya (ERC)                              | +010 014, | 5,90 %  | 1      |
| 5     |       | Centre démocratique et social (CDS)                                  | +007 285, | 4,29 %  | 0      |
| 6     |       | Iniciativa per Catalunya (IC)                                        | +006 080, | 3,58 %  | 0      |
| 7     |       | Alternativa Verda (Moviment Ecologista de Catalunya) (ca) (AV (MEC)) | +001 265, | 0,74 %  | 0      |
| 8     |       | Els Verds Ecologistes (ca) (EVE)                                     | +000645,  | 0,38 %  | 0      |
| 9     |       | Els Verds (ca) (EV)                                                  | +000510,  | 0,30 %  | 0      |
| 10    |       | Partit Socialista dels Treballadors (ca) (PST)                       | +000445,  | 0,26 %  | 0      |
| 11    |       | Partit Humanista de Catalunya (ca) (PHC)                             | +000250,  | 0,15 %  | 0      |
| 12    |       | Partit Obrer Revolucionari (ca) (POR)                                | +000225,  | 0,13 %  | 0      |
| 13    |       | Unification communiste d'Espagne (UCE)                               | +000153,  | 0,09 %  | 0      |
| 14    |       | Juntas Españolas (ca) (JE)                                           | +000151,  | 0,09 %  | 0      |
| 15    |       | Lliga Obrera Comunista (ca) (LOC)                                    | +000127,  | 0,07 %  | 0      |
| 16    |       | Unitat Popular Republicana (ca) (UPR)                                | +000118,  | 0,07 %  | 0      |
| 17    |       | Partit Andalús de Catalunya (ca) (PAC)                               | +000106,  | 0,06 %  | 0      |
| 18    |       | Unidad Centrista (UC)                                                | +0 00073, | 0,04 %  | 0      |
| 20    |       | Alianza por la República (ca) (AxR)                                  | +0 00068, | 0,04 %  | 0      |
| Total | Total | Total                                                                | 168 527   |         | 15     |

### Députés élus
Quatre listes sont représentées au Parlement de Catalogne.
| Liste | Liste                              | Rang                        | Nom                         |
| ----- | ---------------------------------- | --------------------------- | --------------------------- |
|       | Convergence et Union               | 1                           | Jaume Manel Oronich Miravet |
| 2     | Convergence et Union               | Josep Borràs i Gené         |                             |
| 3     | Convergence et Union               | Teresa Ribes i Utgé         |                             |
| 4     | Convergence et Union               | Francesc Guasch i Fernández |                             |
| 5     | Convergence et Union               | Miquel Padilla Díaz         |                             |
| 6     | Convergence et Union               | Josep M. Graells Forcada    |                             |
| 7     | Convergence et Union               | Jaume Aligué i Escudé       |                             |
| 8     | Convergence et Union               | Francesc X. Bada Amatller   |                             |
| 9     | Convergence et Union               | M. Pilar Busquets Medan     |                             |
|       | Parti des socialistes de Catalogne | 1                           | Antoni Siurana Zaragoza     |
| 2     | Parti des socialistes de Catalogne | Pere Ayguadé i Ayguadé      |                             |
| 3     | Parti des socialistes de Catalogne | Joan M. Ganyet i Solé       |                             |
| 4     | Parti des socialistes de Catalogne | M. Teresa Utgés i Nogués    |                             |
|       | Alliance populaire                 | 1                           | Víctor Manuel Colome Farre  |
|       | Esquerra Republicana de Catalunya  | 1                           | Miquel Pueyo i París        |

## Élections au Parlement de Catalogne de 1992

### Résultats
Aux élections au Parlement de Catalogne de 1992, quinze listes sont candidates dans la circonscription de Lérida. Le taux de participation est de 60,12 %.
| Rang  | Liste | Liste                                                                | Voix      | %       | Sièges |
| ----- | ----- | -------------------------------------------------------------------- | --------- | ------- | ------ |
| 1     |       | Convergence et Union (CiU)                                           | +092 210, | 53,60 % | 9      |
| 2     |       | Parti des socialistes de Catalogne (PSC)                             | +037 551, | 21,83 % | 4      |
| 3     |       | Esquerra Republicana de Catalunya (ERC)                              | +016 839, | 9,79 %  | 1      |
| 4     |       | Parti populaire de Catalogne (PPC)                                   | +011 824, | 6,87 %  | 1      |
| 5     |       | Iniciativa per Catalunya (IC)                                        | +004 946, | 2,87 %  | 0      |
| 6     |       | Alternativa Verda (Moviment Ecologista de Catalunya) (ca) (AV (MEC)) | +001 831, | 1,06 %  | 0      |
| 7     |       | Centre démocratique et social (CDS)                                  | +001 247, | 0,72 %  | 0      |
| 8     |       | Agrupació Electoral José María Ruiz Mateos (ca) (AEJMRM)             | +000934,  | 0,54 %  | 0      |
| 9     |       | Partit dels i les Comunistes de Catalunya) (ca) (PCC)                | +000611,  | 0,36 %  | 0      |
| 10    |       | Partit Socialista dels Treballadors (ca) (PST)                       | +000600,  | 0,35 %  | 0      |
| 11    |       | Joventut Republicana de Lleida (ca) (PST)                            | +000431,  | 0,25 %  | 0      |
| 12    |       | Catalunya Lliure (ca) (CL)                                           | +000390,  | 0,23 %  | 0      |
| 13    |       | Partit Humanista (ca) (PH)                                           | +000144,  | 0,08 %  | 0      |
| 14    |       | Partit Obrer Revolucionari (ca) (POR)                                | +000141,  | 0,08 %  | 0      |
| 15    |       | Socialistes Independents (SI)                                        | +000135,  | 0,08 %  | 0      |
| Total | Total | Total                                                                | 169 834   |         | 15     |

### Députés élus
Quatre listes sont représentées au Parlement de Catalogne.
| Liste | Liste                              | Rang                             | Nom                         |
| ----- | ---------------------------------- | -------------------------------- | --------------------------- |
|       | Convergence et Union               | 1                                | Ramon Companys i Sanfeliu   |
| 2     | Convergence et Union               | Josep Varela Serra               |                             |
| 3     | Convergence et Union               | Josep Borràs i Gené              |                             |
| 4     | Convergence et Union               | Glòria Pallé Torres              |                             |
| 5     | Convergence et Union               | M. Concepció Tarruella Tomás     |                             |
| 6     | Convergence et Union               | Jaume Aligué i Escudé            |                             |
| 7     | Convergence et Union               | Francesc Xavier Marimon i Sabaté |                             |
| 8     | Convergence et Union               | Isidre Gavín i Valls             |                             |
| 9     | Convergence et Union               | José Luis Boya González          |                             |
|       | Parti des socialistes de Catalogne | 1                                | Antoni Siurana Zaragoza     |
| 2     | Parti des socialistes de Catalogne | Ramon Vilalta i Oliva            |                             |
| 3     | Parti des socialistes de Catalogne | Joan M. Ganyet i Solé            |                             |
| 4     | Parti des socialistes de Catalogne | M. Teresa Utgés i Nogués         |                             |
|       | Esquerra Republicana de Catalunya  | 1                                | Miquel Pueyo i París        |
|       | Parti populaire de Catalogne       | 1                                | José Ignacio Llorens Torres |

## Élections au Parlement de Catalogne de 1995

### Résultats
Aux élections au Parlement de Catalogne de 1995, huit listes sont candidates dans la circonscription de Lérida. Le taux de participation est de 66,59 %.
| Rang  | Liste | Liste                                          | Voix      | %       | Sièges |
| ----- | ----- | ---------------------------------------------- | --------- | ------- | ------ |
| 1     |       | Convergence et Union (CiU)                     | +098 995, | 49,72 % | 8      |
| 2     |       | Parti des socialistes de Catalogne (PSC)       | +038 796, | 19,48 % | 3      |
| 3     |       | Esquerra Republicana de Catalunya (ERC)        | +025 533, | 12,82 % | 2      |
| 4     |       | Parti populaire de Catalogne (PPC)             | +024 319, | 12,21 % | 2      |
| 5     |       | Iniciativa per Catalunya - Els Verds (IC-EV)   | +008 282, | 4,16 %  | 0      |
| 6     |       | Alternativa Ecologista de Catalunya (ca) (AEC) | +000798,  | 0,40 %  | 0      |
| 7     |       | Partit Obrer Revolucionari (ca) (POR)          | +000196,  | 0,10 %  | 0      |
| 8     |       | Falange Española de las JONS (FEJONS)          | +000137,  | 0,07 %  | 0      |
| Total | Total | Total                                          | 197 056   |         | 15     |

### Députés élus
Quatre listes sont représentées au Parlement de Catalogne.
| Liste | Liste                              | Rang                        | Nom                              |
| ----- | ---------------------------------- | --------------------------- | -------------------------------- |
|       | Convergence et Union               | 1                           | Francesc Xavier Marimon i Sabaté |
| 2     | Convergence et Union               | Isidre Gavín i Valls        |                                  |
| 3     | Convergence et Union               | Simeó Miquel i Peguera      |                                  |
| 4     | Convergence et Union               | Glòria Pallé i Torres       |                                  |
| 5     | Convergence et Union               | Jesús Bartolomé i Carrascal |                                  |
| 6     | Convergence et Union               | Jaume Aligué i Escudé       |                                  |
| 7     | Convergence et Union               | Estanislao Felip i Monsonís |                                  |
| 8     | Convergence et Union               | José Luis Boya i González   |                                  |
|       | Parti des socialistes de Catalogne | 1                           | Antoni Siurana i Zaragoza        |
| 2     | Parti des socialistes de Catalogne | Ramon Vilalta i Oliva       |                                  |
| 3     | Parti des socialistes de Catalogne | Joan Mª Ganyet i Solé       |                                  |
|       | Esquerra Republicana de Catalunya  | 1                           | Benet Tugues i Boliart           |
| 2     | Esquerra Republicana de Catalunya  | Jordi Ausàs i Coll          |                                  |
|       | Parti populaire de Catalogne       | 1                           | José Mª Fabregat Vidal           |
| 2     | Parti populaire de Catalogne       | Juan Barrios Ortiz          |                                  |

## Élections au Parlement de Catalogne de 1999

### Résultats
Aux élections au Parlement de Catalogne de 1999, onze listes sont candidates dans la circonscription de Lérida. Le taux de participation est de 60,81 %.
| Rang  | Liste | Liste                                                   | Voix      | %       | Sièges |
| ----- | ----- | ------------------------------------------------------- | --------- | ------- | ------ |
| 1     |       | Convergence et Union (CiU)                              | +091 199, | 48,10 % | 8      |
| 2     |       | Parti des socialistes de Catalogne (PSC)                | +055 963, | 29,51 % | 5      |
| 3     |       | Esquerra Republicana de Catalunya (ERC)                 | +022 011, | 11,61 % | 1      |
| 4     |       | Parti populaire de Catalogne (PPC)                      | +015 121, | 7,97 %  | 1      |
| 5     |       | Els Verds-Confederació Ecologista de Catalunya (EV-CEC) | +001 232, | 0,65 %  | 0      |
| 6     |       | Esquerra Unida i Alternativa (EUiA)                     | +000927,  | 0,49 %  | 0      |
| 7     |       | Els Verds-Alternativa Verda (EV-AV)                     | +000661,  | 0,35 %  | 0      |
| 8     |       | Trabajadores Públicos Rebotados                         | +000198,  | 0,10 %  | 0      |
| 9     |       | Estat Català                                            | +000187,  | 0,10 %  | 0      |
| 10    |       | Partit Humanista de Catalunya (ca)                      | +000108,  | 0,06 %  | 0      |
| 11    |       | Lluita Internacionalista                                | +0 00043, | 0,02 %  | 0      |
| Total | Total | Total                                                   | 187 650   |         | 15     |

### Députés élus
Quatre listes sont représentées au Parlement de Catalogne.
| Liste | Liste                                                  | Rang                              | Nom                        |
| ----- | ------------------------------------------------------ | --------------------------------- | -------------------------- |
|       | Convergence et Union                                   | 1                                 | Josep Grau i Serís         |
| 2     | Convergence et Union                                   | Joan Horaci Simó i Burgués        |                            |
| 3     | Convergence et Union                                   | Francesc Xavier Coll i Gilabert   |                            |
| 4     | Convergence et Union                                   | Maria Concepció Tarruella i Tomàs |                            |
| 5     | Convergence et Union                                   | Jesús Bartolomé i Carrascal       |                            |
| 6     | Convergence et Union                                   | Isidre Gavín i Valls              |                            |
| 7     | Convergence et Union                                   | Frederic Gené i Ripoll            |                            |
| 8     | Convergence et Union                                   | Ramon Llumà i Guitart             |                            |
|       | Parti des socialistes de Catalogne-Ciutadans pel Canvi | 1                                 | Antoni Siurana Zaragoza    |
| 2     | Parti des socialistes de Catalogne-Ciutadans pel Canvi | Ramon Vilalta Oliva               |                            |
| 3     | Parti des socialistes de Catalogne-Ciutadans pel Canvi | Francesc Boya Alós                |                            |
| 4     | Parti des socialistes de Catalogne-Ciutadans pel Canvi | Marta Camps Torrents              |                            |
| 5     | Parti des socialistes de Catalogne-Ciutadans pel Canvi | Joaquim Llena Cortina             |                            |
|       | Esquerra Republicana de Catalunya                      | 1                                 | Jordi Ausàs i Coll         |
|       | Parti populaire de Catalogne                           | 1                                 | Josep Maria Fabregat Vidal |

## Élections au Parlement de Catalogne de 2003

### Résultats
Aux élections au Parlement de Catalogne de 2003, quatorze listes sont candidates dans la circonscription de Lérida. Le taux de participation est de 65,47 %.
| Rang  | Liste | Liste                                                                    | Voix      | %       | Sièges |
| ----- | ----- | ------------------------------------------------------------------------ | --------- | ------- | ------ |
| 1     |       | Convergence et Union (CiU)                                               | +084 410, | 41,44 % | 7      |
| 2     |       | Parti des socialistes de Catalogne (PSC)                                 | +045 723, | 22,45 % | 4      |
| 3     |       | Esquerra Republicana de Catalunya (ERC)                                  | +040 574, | 19,92 % | 3      |
| 4     |       | Parti populaire de Catalogne (PPC)                                       | +019 690, | 9,67 %  | 1      |
| 5     |       | Iniciativa per Catalunya Verds - Esquerra Unida i Alternativa (ICV-EUiA) | +008 863, | 4,35 %  | 0      |
| 6     |       | Plataforma per Catalunya (PxC)                                           | +000650,  | 0,32 %  | 0      |
| 7     |       | Izquierda Republicana-Partit Republicà d'Esquerres (ca) (IR-PRE)         | +000544,  | 0,27 %  | 0      |
| 8     |       | Partit Obrer Socialista Internacionalista (POSI)                         | +000333,  | 0,16 %  | 0      |
| 9     |       | Estat Català                                                             | +000251,  | 0,12 %  | 0      |
| 10    |       | Partit Comunista del Poble de Catalunya (ca) (PCPC)                      | +000177,  | 0,09 %  | 0      |
| 11    |       | Una altra democràcia és possible (ca) (UADEP)                            | +000175,  | 0,09 %  | 0      |
| 12    |       | Partit Humanista de Catalunya (ca)                                       | +000143,  | 0,07 %  | 0      |
| 13    |       | Partido Nacionalista Caló                                                | +0 00079, | 0,04 %  | 0      |
| 14    |       | Lluita Internacionalista                                                 | +0 00058, | 0,03 %  | 0      |
| Total | Total | Total                                                                    | 201 670   |         | 15     |

### Députés élus
Quatre listes sont représentées au Parlement de Catalogne.
| Liste | Liste                                                  | Rang                               | Nom                         |
| ----- | ------------------------------------------------------ | ---------------------------------- | --------------------------- |
|       | Convergence et Union                                   | 1                                  | Josep Grau i Serís          |
| 2     | Convergence et Union                                   | Josep M. Pelegrí i Aixut           |                             |
| 3     | Convergence et Union                                   | Josep Pont i Sans                  |                             |
| 4     | Convergence et Union                                   | Francesc Xavier Ballabriga i Cases |                             |
| 5     | Convergence et Union                                   | Albert Batalla i Siscart           |                             |
| 6     | Convergence et Union                                   | Agustí Lluís López i Pla           |                             |
| 7     | Convergence et Union                                   | Anna Miranda i Torres              |                             |
|       | Parti des socialistes de Catalogne-Ciutadans pel Canvi | 1                                  | Jordi Carbonell i Sebarroja |
| 2     | Parti des socialistes de Catalogne-Ciutadans pel Canvi | Joaquim Llena i Cortina            |                             |
| 3     | Parti des socialistes de Catalogne-Ciutadans pel Canvi | Marta Camps i Torrens              |                             |
| 4     | Parti des socialistes de Catalogne-Ciutadans pel Canvi | Francesc Boya i Alòs               |                             |
|       | Esquerra Republicana de Catalunya                      | 1                                  | Carmel Mòdol i Bresolí      |
| 2     | Esquerra Republicana de Catalunya                      | Jordi Ausàs i Coll                 |                             |
| 3     | Esquerra Republicana de Catalunya                      | Miquel Àngel Estradé i Palau       |                             |
|       | Parti populaire de Catalogne                           | 1                                  | Jordi Montanya i Mías       |

## Élections au Parlement de Catalogne de 2006

### Résultats
Aux élections au Parlement de Catalogne de 2006, seize listes sont candidates dans la circonscription de Lérida. Le taux de participation est de 59,00 %.
| Rang  | Liste | Liste                                                                    | Voix       | %       | Sièges |
| ----- | ----- | ------------------------------------------------------------------------ | ---------- | ------- | ------ |
| 1     |       | Convergence et Union (CiU)                                               | +0072 916, | 39,99 % | 7      |
| 2     |       | Parti des socialistes de Catalogne (PSC)                                 | +0040 097, | 21,99 % | 3      |
| 3     |       | Esquerra Republicana de Catalunya (ERC)                                  | +0032 304, | 17,72 % | 3      |
| 4     |       | Parti populaire de Catalogne (PPC)                                       | +0016 605, | 9,11 %  | 1      |
| 5     |       | Iniciativa per Catalunya Verds - Esquerra Unida i Alternativa (ICV-EUiA) | +0012 018, | 6,59 %  | 1      |
| 6     |       | Ciutadans (C's)                                                          | +0001 761, | 0,97 %  | 0      |
| 7     |       | Parti anti-corrida contre la maltraitance des animaux (PACMA)            | +0 000550, | 0,30 %  | 0      |
| 8     |       | Escons Insubmisos (ca) (EI-ADD)                                          | +0 000344, | 0,19 %  | 0      |
| 9     |       | Partit Obrer Socialista Internacionalista (POSI)                         | +0 000290, | 0,16 %  | 0      |
| 10    |       | Por un Mundo Más Justo                                                   | +0 000240, | 0,13 %  | 0      |
| 11    |       | Partit Comunista del Poble de Catalunya (ca) (PCPC)                      | +0 000238, | 0,13 %  | 0      |
| 12    |       | Izquierda Republicana-Partit Republicà d'Esquerra (IR-PRE)               | +0 000222, | 0,12 %  | 0      |
| 13    |       | Partido Familia y Vida (ca) (PFyV)                                       | +0 000200, | 0,11 %  | 0      |
| 14    |       | Partit Humanista de Catalunya (ca)                                       | +0 000168, | 0,09 %  | 0      |
| 15    |       | Plataforma Adelante Catalunya (ca)                                       | +0 000148, | 0,08 %  | 0      |
| 16    |       | Movimiento Social Republicano                                            | +00 00056, | 0,03 %  | 0      |
| Total | Total | Total                                                                    | 178 157    |         | 15     |

### Députés élus
Cinq listes sont représentées au Parlement de Catalogne.
| Liste | Liste                                                         | Rang                       | Nom                       |
| ----- | ------------------------------------------------------------- | -------------------------- | ------------------------- |
|       | Convergence et Union                                          | 1                          | Josep Grau Seris          |
| 2     | Convergence et Union                                          | Josep Maria Pelegrí Aixut  |                           |
| 3     | Convergence et Union                                          | Maria Carme Vidal Huguet   |                           |
| 4     | Convergence et Union                                          | Josep Pont Sans            |                           |
| 5     | Convergence et Union                                          | Albert Batalla Siscart     |                           |
| 6     | Convergence et Union                                          | Agustí Lluís Lopez Pla     |                           |
| 7     | Convergence et Union                                          | Anna Miranda Torres        |                           |
|       | Esquerra Republicana de Catalunya                             | 1                          | Carmel Mòdol Bresolí      |
| 2     | Esquerra Republicana de Catalunya                             | Jordi Ausàs Coll           |                           |
| 3     | Esquerra Republicana de Catalunya                             | Miquel Angel Estradé Palau |                           |
|       | Parti des socialistes de Catalogne                            | 1                          | Joaquim Llena Cortina     |
| 2     | Parti des socialistes de Catalogne                            | Agnès Pardell Veà          |                           |
| 3     | Parti des socialistes de Catalogne                            | Marta Camps Torrens        |                           |
|       | Iniciativa per Catalunya Verds - Esquerra Unida i Alternativa | 1                          | Francesc Hilari Pané Sans |
|       | Parti populaire de Catalogne                                  | 1                          | Jordi Montanya Mías       |

## Élections au Parlement de Catalogne de 2010

### Résultats
Aux élections au Parlement de Catalogne de 2010, vingt-neuf listes sont candidates dans la circonscription de Lérida. Le taux de participation est de 59,87 %.
| Rang  | Liste | Liste                                                                    | Voix      | %       | Sièges |
| ----- | ----- | ------------------------------------------------------------------------ | --------- | ------- | ------ |
| 1     |       | Convergence et Union (CiU)                                               | +087 052, | 46,93 % | 9      |
| 2     |       | Parti des socialistes de Catalogne (PSC)                                 | +027 461, | 14,80 % | 3      |
| 3     |       | Parti populaire de Catalogne (PPC)                                       | +018 960, | 10,22 % | 2      |
| 4     |       | Esquerra Republicana de Catalunya (ERC)                                  | +016 966, | 9,15 %  | 1      |
| 5     |       | Iniciativa per Catalunya Verds - Esquerra Unida i Alternativa (ICV-EUiA) | +007 423, | 4,00 %  | 0      |
| 6     |       | Solidaritat Catalana per la Independència (SI)                           | +005 758, | 3,10 %  | 0      |
| 7     |       | Reagrupament Independentista (RI)                                        | +004 205, | 2,27 %  | 0      |
| 8     |       | Plataforma per Catalunya (PxC)                                           | +003 295, | 1,78 %  | 0      |
| 9     |       | Ciutadans (C's)                                                          | +002 757, | 1,49 %  | 0      |
| 10    |       | Escons en Blanc (ca) (Eb)                                                | +001 071, | 0,58 %  | 0      |
| 11    |       | Els Verds - Grup Verd Europeu (es)                                       | +000648,  | 0,35 %  | 0      |
| 12    |       | Parti anti-corrida contre la maltraitance des animaux (PACMA)            | +000494,  | 0,27 %  | 0      |
| 13    |       | Des de Baix (ca)                                                         | +000490,  | 0,26 %  | 0      |
| 14    |       | Pirates de Catalunya (ca) (PIRATA.CAT)                                   | +000353,  | 0,19 %  | 0      |
| 15    |       | Partit per Catalunya (ca) (PxCat)                                        | +000314,  | 0,17 %  | 0      |
| 16    |       | Partit Comunista del Poble de Catalunya (ca) (PCPC)                      | +000251,  | 0,14 %  | 0      |
| 17    |       | Coordinadora Reusenca Independent (ca) (CORI)                            | +000249,  | 0,13 %  | 0      |
| 18    |       | Partido de los Pensionistas en Acción                                    | +000216,  | 0,12 %  | 0      |
| 19    |       | Bloc Sobiranista Català                                                  | +000187,  | 0,10 %  | 0      |
| 20    |       | Partido Familia y Vida (ca) (PFyV)                                       | +000125,  | 0,07 %  | 0      |
| 21    |       | Por un Mundo Más Justo                                                   | +000122,  | 0,07 %  | 0      |
| 22    |       | Parti aragonais (PAR)                                                    | +0 00098, | 0,05 %  | 0      |
| 23    |       | Union, progrès et démocratie (UPyD)                                      | +0 00094, | 0,05 %  | 0      |
| 24    |       | Falange Española de las JONS (FEJONS)                                    | +0 00089, | 0,05 %  | 0      |
| 25    |       | Centre démocratique et social (CDS)                                      | +0 00057, | 0,03 %  | 0      |
| 26    |       | Partit Humanista de Catalunya (ca)                                       | +0 00052, | 0,03 %  | 0      |
| 27    |       | Partit de Justícia i Progrés                                             | +0 00049, | 0,03 %  | 0      |
| 28    |       | Movimiento Social Republicano                                            | +0 00047, | 0,03 %  | 0      |
| 29    |       | Unification communiste d'Espagne (UCE)                                   | +0 00046, | 0,02 %  | 0      |
| Total | Total | Total                                                                    | 178 929   |         | 15     |

### Députés élus
Quatre listes sont représentées au Parlement de Catalogne.
| Liste | Liste                              | Rang                        | Nom                      |
| ----- | ---------------------------------- | --------------------------- | ------------------------ |
|       | Convergence et Union               | 1                           | Albert Batalla i Siscart |
| 2     | Convergence et Union               | Josep Ma. Pelegrí i Aixut   |                          |
| 3     | Convergence et Union               | Marta Alòs i López          |                          |
| 4     | Convergence et Union               | Joan Reñé i Huguet          |                          |
| 5     | Convergence et Union               | Ramona Barrufet i Santacana |                          |
| 6     | Convergence et Union               | Agustí López i Pla          |                          |
| 7     | Convergence et Union               | Anna Miranda i Torres       |                          |
| 8     | Convergence et Union               | Antoni Balasch i Parisi     |                          |
| 9     | Convergence et Union               | Mireia Canals i Botines     |                          |
|       | Parti des socialistes de Catalogne | 1                           | Joaquim Llena i Cortina  |
| 2     | Parti des socialistes de Catalogne | Agnès Pardell i Veà         |                          |
| 3     | Parti des socialistes de Catalogne | Mònica Lafuente de la Torre |                          |
|       | Parti populaire de Catalogne       | 1                           | Dolors López Aguilar     |
| 2     | Parti populaire de Catalogne       | Marisa Xandri Pujol         |                          |
|       | Esquerra Republicana de Catalunya  | 1                           | Carmel Mòdol i Bresolí   |

## Élections au Parlement de Catalogne de 2012

### Résultats
Aux élections au Parlement de Catalogne de 2012, seize listes sont candidates dans la circonscription de Lérida. Le taux de participation est de 66,78 %.
| Rang  | Liste | Liste                                                                    | Voix       | %       | Sièges |
| ----- | ----- | ------------------------------------------------------------------------ | ---------- | ------- | ------ |
| 1     |       | Convergence et Union (CiU)                                               | +089 035,  | 43,05 % | 8      |
| 2     |       | Esquerra Republicana de Catalunya (ERC)                                  | +036 011,  | 17,41 % | 3      |
| 3     |       | Parti populaire de Catalogne (PPC)                                       | +0023 338, | 11,29 % | 2      |
| 4     |       | Parti des socialistes de Catalogne (PSC)                                 | +021 598,  | 10,44 % | 1      |
| 5     |       | Iniciativa per Catalunya Verds - Esquerra Unida i Alternativa (ICV-EUiA) | +011 145,  | 5,39 %  | 1      |
| 6     |       | Ciutadans (C's)                                                          | +0006 881, | 3,33 %  | 0      |
| 7     |       | Candidature d'unité populaire (CUP)                                      | +006 302,  | 3,05 %  | 0      |
| 8     |       | Solidaritat Catalana per la Independència (SI)                           | +003 038,  | 1,47 %  | 0      |
| 9     |       | Escons en Blanc (ca) (Eb)                                                | +001 417,  | 0,69 %  | 0      |
| 10    |       | Plataforma per Catalunya (PxC)                                           | +001 224,  | 0,59 %  | 0      |
| 11    |       | Parti animaliste contre la maltraitance des animaux (PACMA)              | +000752,   | 0,36 %  | 0      |
| 12    |       | Pirates de Catalunya (ca) (PIRATA.CAT)                                   | +000642,   | 0,31 %  | 0      |
| 13    |       | Hartos.org                                                               | +000476,   | 0,23 %  | 0      |
| 14    |       | Union, progrès et démocratie (UPyD)                                      | +000393,   | 0,19 %  | 0      |
| 15    |       | Partit Republicà d'Esquerra-Izquierda Republicana (PRE-IR)               | +000301,   | 0,15 %  | 0      |
| 16    |       | Unification communiste d'Espagne (UCE)                                   | +0 00090,  | 0,04 %  | 0      |
| Total | Total | Total                                                                    | 202 643    |         | 15     |

### Députés élus
Cinq listes sont représentées au Parlement de Catalogne.
| Liste | Liste                                                         | Rang                          | Nom                         |
| ----- | ------------------------------------------------------------- | ----------------------------- | --------------------------- |
|       | Convergence et Union                                          | 1                             | Albert Batalla i Siscart    |
| 2     | Convergence et Union                                          | Josep Maria Pelegrí i Aixut   |                             |
| 3     | Convergence et Union                                          | Ramona Barrufet i Santacana   |                             |
| 4     | Convergence et Union                                          | Antoni Balasch i Parisi       |                             |
| 5     | Convergence et Union                                          | Mireia Canals i Botines       |                             |
| 6     | Convergence et Union                                          | Àlex Moga i Vidal             |                             |
| 7     | Convergence et Union                                          | Cristina Bosch i Arcau        |                             |
| 8     | Convergence et Union                                          | Violant Cervera i Gòdia       |                             |
|       | Esquerra Republicana de Catalunya                             | 1                             | Josep Cosconera i Carabassa |
| 2     | Esquerra Republicana de Catalunya                             | Maria Rosa Amorós i Capdevila |                             |
| 3     | Esquerra Republicana de Catalunya                             | Albert Donés i Antequera      |                             |
|       | Parti populaire de Catalogne                                  | 1                             | Dolors López Aguilar        |
| 2     | Parti populaire de Catalogne                                  | Marisa Xandri Pujol           |                             |
|       | Iniciativa per Catalunya Verds - Esquerra Unida i Alternativa | 1                             | Sara Vilà Galan             |
|       | Parti des socialistes de Catalogne                            | 1                             | Àngel Ros i Domingo         |

## Élections au Parlement de Catalogne de 2015

### Résultats
Aux élections au Parlement de Catalogne de 2015, dix listes sont candidates dans la circonscription de Lérida. Le taux de participation est de 73,63 %.
| Rang  | Liste | Liste                                                       | Voix      | %       | Sièges |
| ----- | ----- | ----------------------------------------------------------- | --------- | ------- | ------ |
| 1     |       | Junts pel Sí (JxSí)                                         | +126 922, | 55,22 % | 10     |
| 2     |       | Ciutadans (C's)                                             | +026 612, | 11,58 % | 2      |
| 3     |       | Parti des socialistes de Catalogne (PSC)                    | +019 364, | 8,43 %  | 1      |
| 4     |       | Candidature d'unité populaire (CUP)                         | +018 736, | 8,15 %  | 1      |
| 5     |       | Parti populaire de Catalogne (PPC)                          | +016 761, | 7,29 %  | 1      |
| 6     |       | Catalunya Sí que es Pot (CSQP)                              | +009 879, | 4,30 %  | 0      |
| 7     |       | Union démocratique de Catalogne (UDC)                       | +008 178, | 3,56 %  | 0      |
| 8     |       | Parti animaliste contre la maltraitance des animaux (PACMA) | +001 046, | 0,46 %  | 0      |
| 9     |       | Recortes Cero - Els Verds                                   | +000391,  | 0,17 %  | 0      |
| 10    |       | Guanyem Catalunya                                           | +000221,  | 0,10 %  | 0      |
| Total | Total | Total                                                       | 228 110   |         | 15     |

### Députés élus
Cinq listes sont représentées au Parlement de Catalogne.
| Liste | Liste                              | Rang                          | Nom                        |
| ----- | ---------------------------------- | ----------------------------- | -------------------------- |
|       | Junts pel Sí                       | 1                             | Josep Maria Forné i Febrer |
| 2     | Junts pel Sí                       | Carmina Castellví i Vallverdú |                            |
| 3     | Junts pel Sí                       | Albert Batalla i Siscart      |                            |
| 4     | Junts pel Sí                       | Bernat Solé i Barril          |                            |
| 5     | Junts pel Sí                       | Violant Cervera i Godia       |                            |
| 6     | Junts pel Sí                       | Montserrat Fornells i Solé    |                            |
| 7     | Junts pel Sí                       | Marc Solsona i Aixalà         |                            |
| 8     | Junts pel Sí                       | Antoni Balasch i Parisi       |                            |
| 9     | Junts pel Sí                       | David Rodríguez-Gonzàlez      |                            |
| 10    | Junts pel Sí                       | Ramona Barrufet i Santacana   |                            |
|       | Ciutadans                          | 1                             | Jorge Soler i González     |
| 2     | Ciutadans                          | Javier Rivas i Escamilla      |                            |
|       | Parti des socialistes de Catalogne | 1                             | Oscar Ordeig i Molist      |
|       | Candidature d'unité populaire      | 1                             | Ramón Usall i Santa        |
|       | Parti populaire de Catalogne       | 1                             | Marisa Xandri i Pujol      |

## Élections au Parlement de Catalogne de 2017

### Députés élus
| Parti | Parti | Députés élus |
| ----- | ----- | --- |
| JxC   |       | Josep Maria Forné Febrer, Marc Solsona Aixalà, Immaculada Gallardo Barceló, Xavier Quinquillà Durich, Montserrat Macià Gou, Anna Geli España |
| ERC   |       | Meritxell Serret, Bernat Solé i Barril, Gemma Espigares i Tribó, Francesc Viaplana i Manresa, Montserrat Fornells i Solé                     |
| Cs    |       | Jorge Soler González, Javier Rivas Escamilla, David Bertran Román                                                                            |
| PSC   |       | Òscar Ordeig i Molist |

- Meritxell Serret (ERC) est remplacée en janvier 2018 par David Rodríguez i González.
  - David Rodríguez (ERC) est remplacé en octobre 2018 par Marta Vilalta i Torres.

## Élections au Parlement de Catalogne de 2021

### Députés élus
| Parti | Parti | Députés élus |
| ----- | ----- | --- |
| Junts |       | Ramon Tremosa, Cristina Casol Segués, Jordi Fàbrega i Sabaté, Anna Feliu Moragues, Joan Carles Garcia Guillamon |
| ERC   |       | Marta Vilalta, Meritxell Serret, Jordina Freixanet i Pardo, Antoni Flores i Ardiaca, Engelbert Montalà i Pla    |
| PSC   |       | Òscar Ordeig i Molist, Judit Alcalá González, Sílvia Romero Galera                                              |
| CUP   |       | Pau Juvillà i Ballester                                                                                         |
| Vox   |       | Antonio Ramón López Gómez                                                                                       |

- Joan Carles Garcia (Junts) est remplacé le 25 janvier 2022 par Jeannine Abella i Chica.
- Pau Juvillà (CUP), inhabilité aux fonctions publiques, est remplacé le 15 mars 2022 par Nogay Ndiaye i Mir.
- Meritxell Serret (ERC) est remplacée le 13 décembre 2022 par Montserrat Fornells i Solé.
- Antoni Flores (ERC) est remplacé le 7 juin 2023 par Neus Ramonet i Sucarrat.

## Élections au Parlement de Catalogne de 2024

### Députés élus
| Parti | Parti | Députés élus |
| ----- | ----- | --- |
| Junts |       | Jeannine Abella i Chica, Ignasi Prat i Sarri, Anna Feliu Moragues, Jordi Fàbrega i Sabaté, Rosa Jové i Montañola |
| PSC   |       | Òscar Ordeig i Molist, Judit Alcalá González, Manel Ezquerra Tomàs, Neus Comes Pon                               |
| ERC   |       | Marta Vilalta, Josep Vidal i Bringué, Montserrat Bergés i Saura                                                  |
| PP    |       | Montserrat Berenguer Messeguer                                                                                   |
| AC    |       | Ramón Abad Gimeno                                                                                                |
| Vox   |       | Rafael Villafranca Mercé                                                                                         |